# Pico La Torre
La Pico La Torre (8°42′11″N 70°50′58″O / 8.703054, -70.849386) es un pico de montaña ubicado al sur de Mucuchíes y al este del valle de Micarache, estado Mérida, Venezuela. A una altitud de 3.714 m s. n. m. el Pico La Torre es una de las montaña más alta en Venezuela.

## Ubicación
El Pico La Torre se encuentra al final de un marcado valle al este de la norte de la carretera Gavidia-Micarache. Desde la carretera sube una pendiente suave, rodeada al norte y al sur de lagunas y vegetación característica del páramo andino.
Poco antes de comenzar a subir el Pico La Torre por el valle de Micarache se encuentra la Loma La Pailita, en el extremo norte del valle. Rodeando al Pico La Torre por su falda este se encuentra el llamado «Valle de los Locos».